# Cyanolyca argentigula
La chara gorjiplateada (Cyanolyca argentigula) es una especie de ave paseriforme de la familia Corvidae propia de América Central.

## Distribución y hábitat
Se lo encuentra a través de la Cordillera Volcánica Central y la cordillera de Talamanca. Su hábitat natural son los bosques montanos húmedos subtropicales o tropicales.